# Ален Мервије
Ален Мервије (фр. Allaines-Mervilliers) насеље је и општина у централној Француској у региону Центар (регион), у департману Ер и Лоар која припада префектури Шартр.
По подацима из 2011. године у општини је живело 332 становника, а густина насељености је износила 14,94 становника/km². Општина се простире на површини од 22,22 km². Налази се на средњој надморској висини од 136 метара (максималној 142 m, а минималној 124 m).

## Демографија
| 1962. | 1968. | 1975. | 1982. | 1990. | 1999. | 2011. |
| ----- | ----- | ----- | ----- | ----- | ----- | ----- |
| 348   | 372   | 306   | 277   | 239   | 274   | 332   |

График промене броја становника у току последњих година